# Přistoupim
Přistoupim település Csehországban, a Kolíni járásban. Přistoupim Chrášťany, Kostelec nad Černými lesy, Kšely, Tuchoraz, Český Brod és Krupá településekkel határos. Lakosainak száma 461 fő (2024. január 1.).

## Népesség
A település lakosságának változását az alábbi diagram mutatja:
| Lakosok száma | 549  | 705  | 671  | 565  | 471  | 383  | 454  | 450  | 444  | 461  |
|               | 1869 | 1890 | 1921 | 1950 | 1980 | 2001 | 2017 | 2019 | 2022 | 2024 |